# Nematanthus australis
Nematanthus australis là một loài thực vật có hoa trong họ Tai voi. Loài này được Chautems mô tả khoa học đầu tiên năm 1984.